# Parafia Zesłania Ducha Świętego w Lindowie
Parafia Zesłania Ducha Świętego w Lindowie – parafia rzymskokatolicka znajdująca się w Lindowie, w województwie śląskim, w Polsce. Należy do dekanatu Krzepice w archidiecezji częstochowskiej.